# Emergency Alert System

Logo actuel

L'Emergency Alert System (EAS) est un système d'alerte national mis en place aux États-Unis le 1er janvier 1997 (approuvé par la Federal Communications Commission (FCC) en novembre 1994), il a remplacé l'Emergency Broadcast System (EBS), qui avait lui-même remplacé le système CONELRAD. L'EAS est conçue pour permettre au président des États-Unis de parler aux américains dans un délai de 10 minutes. En plus de cette exigence, l'EAS est également conçu pour alerter le public des conditions météorologiques locales telles que les tornades et les crues éclair (et dans certains cas des orages violents en fonction de la gravité de la tempête). Le dernier test EAS national a été effectué le 11 août 2021 à 14h20 (heure avancée de l'est) (11h20 heure avancée du Pacifique).
L'EAS est coordonnée conjointement par la Federal Emergency Management Agency (FEMA), la Federal Communications Commission (FCC) et la National Oceanic and Atmospheric Administration (NOAA). Les règlements et normes du système sont régis par le Bureau de la sécurité publique et de la sécurité intérieure de la FCC. L'EAS est devenu partie intégrante du système d'alerte et d'alerte publique intégré (IPAWS), un programme de la FEMA.
Les messages EAS sont transmis principalement via la radio et la télévision numérique terrestres et satellitaires, qui sont nécessaires pour participer au système. Les alertes d'urgence sans fil sont un système secondaire utilisant la diffusion cellulaire pour relayer les alertes publiques vers les téléphones portables.

## Concept technique
Les messages de l'EAS sont composés de quatre parties: un en-tête SAME codé numériquement, un signal d'attention, une annonce audio et un marqueur de fin de message codé numériquement.

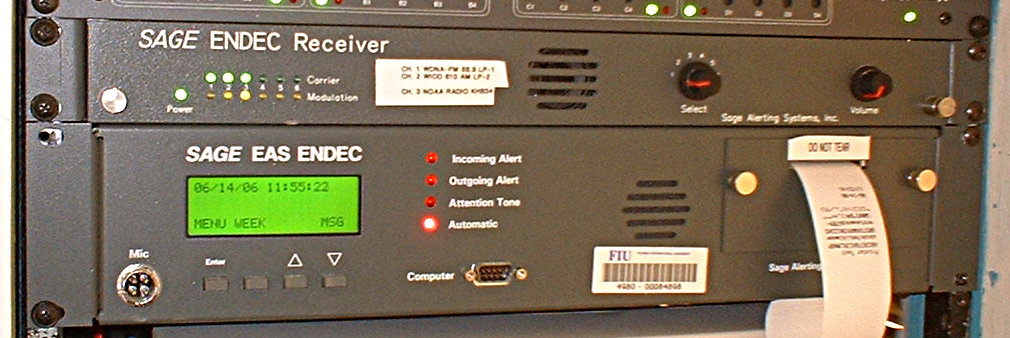
Une unité Sage EAS ENDEC.

L' est la partie la plus critique du message EAS. Il contient des informations sur l'origine de l'alerte (le président, les autorités locales ou d'état, le service météorologique national (NOAA / NWS) ou le radiodiffuseur), une brève description générale de l'événement (tornade, inondation, orage violent), les zones affectées (jusqu'à 32 comtés ou états), la durée prévue de l'événement (en minutes), la date et l'heure d'émission (en UTC) et l'identification de la station d'origine.
77 stations de radio sont désignées comme stations primaires nationales dans le système PEP (Primary Entry Point) pour distribuer les messages présidentiels aux autres stations de radiodiffusion et aux systèmes de câblodistribution. La notification d'action d'urgence est l'avis aux radiodiffuseurs que le président des États-Unis ou son représentant remettra un message sur l'EAS via le système PEP.

### Stations primaires points d'entrée (PEP)
Les stations PEP sont des stations de radio privées ou commerciales qui collaborent avec la FEMA pour fournir des informations de pré-alerte et d’alerte d’urgence au public, pendant et après les incidents et les catastrophes. Les stations PEP de la FEMA servent également de source principale de diffusion initiale pour une allocution présidentielle d'urgence (EAN). Les stations PEP sont équipées d'un équipement de communication supplémentaire et de générateurs de secours conçus pour leur permettre de continuer à diffuser des informations au public pendant et après un événement. Le Bureau de gestion du programme du Système intégré d'alerte et d'alerte publique (IPAWS) élargit le nombre de stations de radiodiffusion participantes à travers le pays pour couvrir directement plus de 90% de la population américaine. L’agrandissement du nombre de stations PEP contribuera à garantir que le Président des États-Unis puisse, dans toutes les conditions, alerter et avertir le public.
En septembre 2009, la FEMA a passé un contrat avec le Corps du génie de l'armée des États-Unis (USACE) pour équiper les stations de radio sélectionnées afin qu’elles deviennent des stations PEP de la FEMA. Les tâches nécessaires pour activer une nouvelle station PEP comprennent: les évaluations initiales du site, les évaluations environnementales, les spécifications de conception, la construction d’installations spéciales, la signature de conventions d'accord avec les stations et la coordination des activités avec les autorités territoriales, tribales et locales et les bureaux locaux de la FEMA.
Les stations PEP assurent la retransmission des alertes et des avertissements au public. Le Bureau de gestion du programme IPAWS modernise les stations PEP existantes avec un équipement d'alerte et d'avertissement de nouvelle génération pour inclure un équipement de conformité au protocole Common Alert Protocol (CAP) et un équipement compatible Internet.
L'infrastructure de communication par satellite peut être entièrement intégrée au système d'alerte d'urgence (EAS) existant, et fournir de ce fait un système fiable et redondant utilisant plusieurs liaisons montantes pour la distribution des services EAS au niveau national. Le bureau de gestion du programme IPAWS continue de compléter l’intégration des voies de transmission de données par satellite en tant que voie diverse pour la livraison des messages EAS des stations FEMA vers les stations PEP. Un chemin de transmission XM Radio a été achevé au premier trimestre 2010, et la connectivité satellite directe est devenue disponible pour les stations PEP nationales au troisième trimestre 2010.
La couverture directe de la population du pays passera d'environ 67% en 2009 à plus de 90% lorsque les 77 stations du PEP seront opérationnelles en 2015.

### Voies de communication
Le système de radio national de la FEMA (FNARS) "fournit un service de point d’entrée primaire au système d’alerte d’urgence". Le poste de contrôle du réseau FNARS est situé au Mount Weather Emergency Operations Center.
Une fois qu'un EAN est reçu par un participant EAS à partir d'une station PEP (ou de tout autre participant), le message apparaît alors "Daisy chain" (en guirlande) via le réseau de participants.
La "Daisy chain" se forme quand une station reçoit un message de plusieurs autres stations et que la station transmet à son tours ce message à plusieurs autres stations. Ce processus crée de nombreux chemins redondants à travers lesquels le message peut circuler, augmentant la probabilité que le message soit reçu par tous les participants et augmentant la capacité de survie du système.
Chaque participant EAS doit surveiller au moins deux autres participants.

### En-tête
Comme l'en-tête ne comporte pas de codes de détection d'erreur, il est répété 3 fois pour la redondance. Cependant, la répétition des données peut elle-même être considérée comme un code de détection et de correction des erreurs, elle ajoute des informations redondantes au signal afin de rendre les erreurs identifiables. Les décodeurs EAS comparent les en-têtes reçus les uns avec les autres, recherchant une correspondance exacte entre deux en supprimant la plupart des erreurs pouvant entraîner une défaillance de l'activation. Le décodeur décide ensuite s'il doit ignorer le message ou le transmettre en ondes si le message s'applique à la zone locale desservie par la station.
L'en-tête SAME est suivi d'un qui dure entre 8 et 25 secondes, selon la station d'origine. Le ton est un sur les stations de radio météo NOAA (NOAA/NWS), tandis que sur les stations de radiodiffusion commerciales, il s'agit d'une combinaison «deux tonalités» d'ondes sinusoïdales de 853 Hz et 960 Hz, la même que celle utilisée par l'ancien système de diffusion d'urgence. Ces sons sont devenus tristement célèbres, car ils sont considérés à la fois comme effrayants et gênants pour de nombreux spectateurs; en effet, les deux tons ont été choisis car ils forment un intervalle approprié pour attirer l'attention du public en raison de son caractère désagréable sur l'oreille humaine. Le même en-tête est également connu pour son caractère aigu, que beaucoup ont trouvé surprenant. Le système à deux tonalités n'est plus requis à partir de 1998 et doit être utilisé uniquement pour les alertes audio avant les messages EAS. À l'instar de l'EBS, le signal d'avertissement est suivi d'un message vocal décrivant les détails de l'alerte.

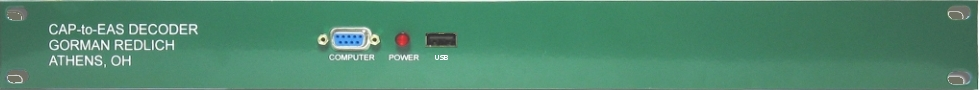
Un convertisseur CAP/EAS monté en rack Gorman-Redlich, qui traduit les alertes au format CAP en en-têtes EAS.

Le message se termine par 3 rafales de MDF "EOM", ou End of Message, qui est le texte NNNN, précédé chaque fois de l'étalonnage binaire 10101011.
La Maison Blanche a approuvé l'intégration du protocole d'alerte commun (PAC) dans une initiative présidentielle, et la FEMA est en train d'en tester l'implémentation.

## Prérequis d'une station
La FCC exige que toutes les stations de diffusion et tous les distributeurs de programmation vidéo multicanaux (MVPD) installent et maintiennent des décodeurs et des encodeurs EAS certifiés FCC à leurs points de contrôle ou leurs têtes de réseau. Ces décodeurs surveillent en permanence les signaux d’autres stations de diffusion proches pour les messages EAS. Pour la fiabilité, au moins deux stations sources doivent être surveillées, dont l'une doit être un réseau local désigné. Les stations doivent conserver la dernière version du manuel EAS.
Les lois fédérales obligent les stations à conserver un journal de tous les messages reçus. Les journaux peuvent être tenus à la main, mais sont généralement tenus automatiquement par une petite imprimante de reçus dans le codeur/décodeur. Les journaux peuvent également être tenus électroniquement à l'intérieur de l'unité, à condition qu'ils aient accès à une imprimante externe ou à une méthode permettant de les transférer sur un ordinateur personnel.
Outre les messages audio transmis par les stations de radio, "les stations de télévision doivent transmettre un message visuel contenant l’émetteur, l’événement, l’emplacement et la période de validité du message EAS". Cela peut être un texte "analyse" ou un message visuel statique. Un texte "crawl" s'affiche en haut de l'écran et contient toutes les informations encodées dans l'en-tête SAME initial. Un système "d'exploration" à code couleur est souvent utilisé où la couleur indique la priorité du message. Certaines stations de télévision ne transmettent qu'une diapositive statique contenant les informations requises. Une station de télévision peut être utilisée pour la surveillance par une autre station, le son est donc nécessaire..
Les lois fédérales obligent les stations à relayer les messages d'urgence (EAN) immédiatement (47 CFR Part 11.54). Les stations ont traditionnellement été autorisées à ne pas relayer d'autres alertes telles que les conditions météorologiques extrêmes et les enlèvements d'enfants (alertes AMBER) si elles le souhaitent.

## Tests du système
Tous les équipements EAS doivent être testés chaque semaine. Le test hebdomadaire requis (RWT) comprend, au minimum, les tonalités d’entête et de fin de message. Bien qu'un RWT n'ait pas besoin d'un message audio ou graphique pour annoncer le test, de nombreuses stations le fournissent au public. En outre, les stations de télévision ne sont pas tenues de transmettre un message vidéo pour les tests hebdomadaires. Les RWT sont programmés par la station à des jours et des heures aléatoires (bien que souvent, pendant les heures de fin de soirée ou au début de l'après-midi) et ne sont généralement pas relayés.

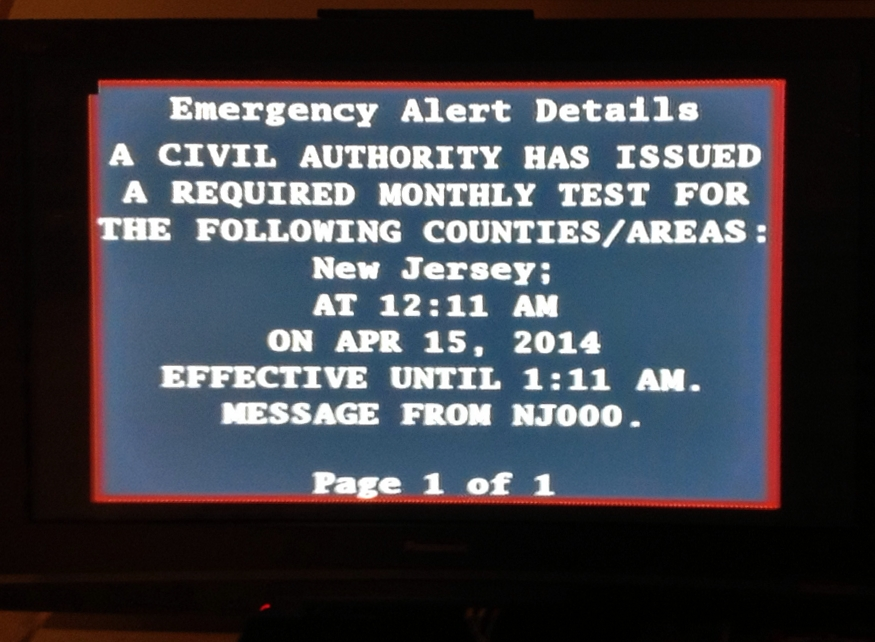
Un test mensuel requis (RMT) transmis dans le New Jersey le 15 avril 2014, comme indiqué sur un téléviseur.

Les tests mensuels obligatoires (RMT) sont généralement lancés par la station principale locale ou nationale, une agence de gestion des urgences ou par le service météorologique national (NWS), puis relayés par les stations de radiodiffusion et les chaînes câblées. Les MTA doivent être effectuées entre 8 h 30 et le coucher du soleil local pendant les mois impairs et entre le coucher du soleil local et 8 h 30 pendant les mois pairs. Les tests mensuels reçus doivent être retransmis dans les 60 minutes suivant la réception,. De plus, un RMT ne doit pas être programmé ou effectué pendant un événement de grande importance, tel qu'un discours présidentiel annoncé au préalable, la couverture d'une élection nationale / locale, une couverture médiatique locale ou nationale hors des horaires de diffusion réguliers ou un événement sportif national majeur, tels que le Super Bowl ou les World Series, avec d’autres événements tels que les 500 miles d’Indianapolis et les Jeux Olympiques mentionnés dans les plans individuels des États de l’EAS.
Un RWT n'est pas requis pendant une semaine calendaire au cours de laquelle un RMT est programmé. Aucun test ne doit être effectué au cours d'une semaine calendaire durant laquelle toutes les parties de l'EAS (rafale d'en-tête, signal d'attention, message audio et rafale de fin de message) ont été activées de manière légitime.
En juillet 2018, en réponse à la fausse alerte au missile à Hawaï plus tôt dans l'année, la FCC a annoncé qu'elle prendrait des mesures pour sensibiliser le public et améliorer l'efficacité de le système, y compris les mesures nécessaires pour empêcher la diffusion de fausses alertes, la possibilité d'autoriser les tests de "code direct" qui simuleraient le processus et la réponse à une urgence réelle.

### Test national
Le 3 février 2011, la FCC a annoncé des plans et des procédures pour les tests EAS nationaux, impliquant toutes les stations de télévision et de radio connectées à l'EAS, ainsi que tous les services télévision par câble et satellite aux États-Unis. Ils ne sont pas relayés sur le réseau NOAA Weather Radio (NOAA / NWS) qui ne reçoit pas de messages du réseau PEP, Le test national transmettrait et relayerait un message de test EAS de la Maison Blanche. Ce protocole a été utilisé pour la première fois lors du premier test national de l'EAS, mené le 9 novembre 2011 à 14h00 (heure avancée de l'est),.. Son test était le point culminant des annonces de planification, de réglementation et de service public. Dans un rapport de la FCC publié en 2009 sur l'état de préparation de la FCC pour les urgences publiques majeures, des préoccupations ont été soulevées concernant «la fréquence et la portée des tests EAS». Cela a conduit à deux tests préliminaires dans l'état de l'Alaska; l'un s'est produit en janvier 2010.
Le deuxième test EAS national a eu lieu le 28 septembre 2016 à 14h20 (Heure avancée de l'est) dans le cadre du mois national de la prévention. Avant le test, la FEMA a testé les systèmes EAS régionaux du 17 novembre 2014 au 24 mars 2016. Le but de ces tests était de s'assurer que les résultats du test de 2011 (voir ci-dessous) ne se reproduiraient plus.
Un troisième test EAS national a été effectué le 27 septembre 2017 à 14h20 (Heure avancée de l'est) jusqu'à 14h50 avec le code d'événement National Periodic Test (NPT).
Le prochain aura lieu le 3 octobre 2018 (initialement prévu le 20 septembre 2018, mais retardé en raison de l'ouragan Florence), il commencera pour la première fois par un message test présidentiel diffusé sur les réseaux d'alertes d'urgence sans fil à 14h18 (Heure avancée de l'est), suivi immédiatement d'une diffusion sur toutes les autres plates-formes à 14h20.

#### Résultats des tests nationaux

##### Résultats du test du 9 novembre 2011

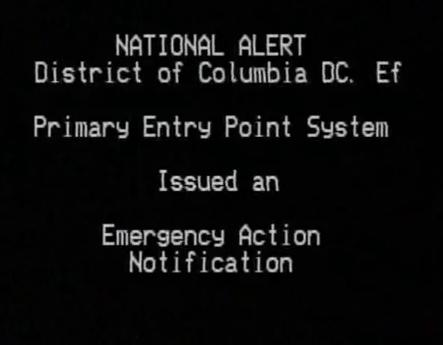
Écran annonçant le test national de l'EAS, le 9 novembre 2011, généré par le décodeur EAS, indiquant que le test a été généré dans le district de Columbia plutôt que localement.

Le 9 novembre 2011, après la tentative de test national, les stations ont commencé à appeler en rendant compte que certains de leurs récepteurs n'étaient pas en mesure de relayer le test ou simplement n'avaient pas reçu le test du tout; les téléspectateurs de DirecTV ont même entendu "Paparazzi" de Lady Gaga tout au long du test. Cela était dû au fait que DirecTV utilisait une chaîne hertzienne pour fournir l'en-tête SAME pour le message, qui jouait également "Paparazzi" au moment de la diffusion de l'en-tête.
Le 12 avril 2013, la FCC a publié les résultats du test du 9 novembre 2011.
Selon la FCC, 18% des stations n’ont ni reçu ni retransmis l’alerte. Selon certains, le message manquait également du code d’alerte qui permettrait au président de prendre la parole. En raison d'une boucle de rétroaction dans le système PEP, le test a pu être entendu plusieurs fois en arrière-plan et le code EOM (fin du message) a été envoyé deux fois, en violation des règles EAS. Le test a été réduit à 30 secondes plutôt que les trois minutes proposées.
Bien qu'il y ait eu plusieurs problèmes fréquemment signalés, la FCC a déclaré que le test démontrait que l'architecture EAS nationale était fondamentalement saine. Parmi ces problèmes, mentionnons les suivants:
- Mauvaise qualité audio[26]
  - Un dysfonctionnement au niveau national a inséré un deuxième niveau de tonalités d'en-tête dans la partie audio du message, créant un effet de réverbération à retard important et des niveaux d'arrière-plan bruyants, dont l'intensité augmentait chaque fois que le message était transmis. Depuis lors, la FEMA a correctement reconfiguré son équipement[26].
- Absence d'un point d'entrée primaire dans certaines zones, laissant ces zones sans connexion directe avec FEMA[26]
  - Au moment du test, il n'y avait pas de point d'entrée primaire établi à Portland, en Oregon. Le service régional EAS de l’Oregon a demandé à toutes les stations situées à l’ouest des Cascades (y compris Portland) de surveiller la station de radio publique KOPB-FM, qui serait alertée par NPR Squawk Channel . La qualité audio de l'alerte reçue par KOPB-FM via le NPR Squawk Channel  était exceptionnellement faible, et la plupart des équipements des stations de contrôle ne reconnaissaient pas du tout l'alerte ou ne diffusaient que les premières secondes de l'alerte. La FCC a depuis étendu la couverture PEP à l'ouest des Cascades (y compris Portland)[26].
- Utilisation d'alternatives à la distribution d'EAN basée sur les PEP[26]
  - La FCC a constaté que certaines stations choisissaient d'utiliser des alternatives au mode de propagation en "daisy"chain" sur le PEP, et que certaines de ces alternatives pourraient ne pas être en mesure de recevoir efficacement l'EAN en cas d'urgence. La FCC a conseillé à ces stations de demander l'approbation de la FCC pour ces différentes manières de recevoir l'EAN.
- Incapacité de certains participants à recevoir / transmettre l'EAN[26]
  - Certains participants ont déclaré qu’ils n’avaient pas été en mesure de le rediffuser à leur public, même s’ils avaient entendu l’EAN sur leurs stations de surveillance. La FCC a constaté que la cause en était généralement une erreur de l'opérateur ou que l'équipement du participant était mal programmé.
- Durée d'essai courte[26]
  - La FCC a constaté que certains fabricants d'équipements EAS avaient conçu leurs équipements pour ne pas rediffuser les EAN moins de 75 secondes en raison d'une mauvaise interprétation des réglementations de la FCC. Un autre participant à l'EAS a suggéré que la durée de l'essai de 30 secondes était insuffisante pour permettre à ses ingénieurs de remplacer manuellement son équipement lorsque les fonctions automatiques de l'équipement échouaient.

Le tout premier test EAS national a été un succès car il a démontré que le service régional d’assistance technique fonctionnerait généralement comme prévu, s’il était activé. Dans le même temps, le test a montré plusieurs domaines nécessitant une amélioration.

##### Résultats du test du 28 septembre 2016
Les résultats de ce test ont été publiés par la FCC le 21 avril 2017, notant qu'il démontrait que la distribution sur Internet des alertes via IPAWS avait modernisé le système EAS et avait considérablement amélioré la qualité, l'efficacité et l'accessibilité des alertes EAS. Toutefois, la moitié des participants n’ont pas utilisé IPAWS pour recevoir le message, certains n’ont pas reçu ou réémis l'alerte en raison d’une configuration d’équipement erronée, de problèmes de préparation et d’entretien du matériel. Plutôt que de le livrer en tant qu'EAN, le test de 2016 a été livré avec une nouvelle désignation, «National Periodic Test» (NPT), et un code de localisation explicite désignant l'ensemble du pays. Ces modifications ont réduit la confusion des téléspectateurs et les problèmes techniques, et ont fait que le test a ressemblé aux autres tests de routine,.

## Ajouts et propositions
Le nombre de types d'événement inclus dans le système national est passé à quatre-vingts. Au début, tous les événements sauf trois (message d’urgence civile, évacuation immédiate et notification des mesures d’urgence nationale) étaient liés à la météo (comme un avertissement de tornade). Depuis, plusieurs classes d'urgences non météorologiques ont été ajoutées, y compris, dans la plupart des États, le système d'alerte AMBER pour les urgences d'enlèvement d'enfants. En 2016, trois codes d'alerte météorologique supplémentaires ont été autorisés pour les événements liés aux ouragans, notamment l'avertissement de vents extrêmes (EWW), l'avertissement de surtension (SSO) et la surveillance des ondes de tempête (SSA).

## EAS pour les citoyens
L'EAS est conçu pour être utile à l'ensemble du public, et pas seulement à ceux dotés d'équipements compatibles SAME. Cependant, il existe plusieurs radios grand public, en particulier des récepteurs radio météo, accessibles au public par correspondance et par le biais de détaillants. D'autres récepteurs spécifiques pour AM/FM/ACSSB (LM) ne sont disponibles que par correspondance, ou dans certains commerces de détail, en particulier lorsqu'il existe un danger à proximité, comme une usine chimique. Ces radios sont préréglées sur une station qui a accepté de fournir ce service aux responsables locaux de la gestion des urgences, souvent avec un lien direct vers le système de sécurité ou la salle de contrôle de la centrale pour prévenir au mieux une évacuation ou toute autre urgence.
La possibilité de réduire les messages de telle sorte que seule la zone en danger soit alertée est extrêmement utile pour prévenir les faux avertissements. Au lieu de sonner pour tous les avertissements, les radios à décodeur SAME ne retentissent plus que pour les zones pour lesquels elles sont programmées. Lorsque l'alarme retentit, toute personne possédant la radio sait que le danger est proche et qu'une action de protection doit être entreprise. Pour cette raison, le but du service météorologique national (NOAA/NWS) est de pousser chaque foyer à se doter à la fois d'un détecteur de fumée et d'une radio météo SAME.

## Limites
L'EAS ne peut être utilisé que pour relayer des messages audio préemptant toute la programmation; le but d’une notification d’urgence étant de servir de «dernier effort pour faire passer un message si le président ne peut pas accéder aux médias», la couverture médiatique quasi immédiate des événements et les attentats terroristes, tels que les attentats du 11 septembre 2001, ont surtout été lancés par les chaînes de télévision et les chaînes d’information. À la suite de ces attaques, le président de la FCC, Michael K. Powell, a invoqué «l’environnement médiatique omniprésent» comme justification pour ne pas utiliser le SAE immédiatement après. Glenn Collins du New York Times a reconnu ces limitations, notant qu ’« aucun président n’a jamais utilisé le système actuel ou ses prédécesseurs techniques au cours des 50 dernières années, malgré la crise des missiles soviétiques, l’assassinat présidentiel, les attentats d’Oklahoma City, tremblements de terre majeurs et trois alertes terroristes à haute alerte récentes ", et que son utilisation aurait entravé la disponibilité de la couverture en direct des médias,.

## Incidents
En octobre 2004, la FCC a imposé une amende de 4 000 dollars à Capital Media Corporation de Glens Falls, pour avoir omis de relayer les messages de test et de tenir des journaux EAS. La punition est intervenue après qu'une inspection de la FCC ait révélé que CMC n'avait pas tenu de registres adéquats sur les quatre stations appartenant à la société (WHAZ, WBAR-FM, WMYY et WMNV). L’inspection a révélé que la station n’avait transmis aucun test mensuel ou hebdomadaire entre décembre 2002 et avril 2003, en plus d’avoir omis de conserver les journaux EAS des stations. Capital Media a affirmé que les tests n'étaient pas relayés en raison de "pannes de courant et de conditions météorologiques défavorables".
En octobre 2011, la FCC a condamné à une amende de 22 000 dollars la société WHPR-FM à Highland Park, dans le Michigan, pour de nombreuses violations, un employé de la station a signalé que le décodeur EAS de la station était stocké dans un placard.

### Tonalité en dehors des alertes
En septembre 2010, le personnel de KCST-FM à Florence (Oregon) a remarqué que le système EAS de la station se réactivait de manière répétée comme s'il recevait un message EAS entrant plusieurs fois par semaine. Au cours de chaque événement, qui a été relayé par KKNU à Springfield, la même publicité commerciale pour l'essence ARCO/BP a pu être entendue, avec les mots "Ce test vous a été présenté par ARCO". Un examen plus approfondi par la station primaire émettrice du message publicitaire a révélé que le spot avait été produit à l'aide d'un clip audio d'un en-tête EAS modifié pour réduire le volume de l'en-tête et l'empêcher de déclencher de fausses réactions d'alerte. La publicité a été diffusée à l'échelle nationale et, après avoir été identifié comme la source des faux voyages déclenchement de l'EAS, diverses stations du pays ont déclaré avoir vécu des expériences similaires. Après la publication d’une large notification par la Society of Broadcast Engineers, l’agence de publicité d’ARCO a retiré la publicité de la diffusion. McKenzie River Broadcasting, la société mère de KKNU, a reçu par la suite un avis de responsabilité apparente avec un montant d'amende de 10 000 $ pour avoir diffusé la publicité commerciale contenant les tonalités d’en-tête. Ce problème, une fois considéré comme résolu sans amende, a refait surface en 2013, retardant la demande de renouvellement de licence de KKNU. En fin de compte, aucune mesure n'a été prise par la FCC et le renouvellement de la licence a été accordé.
Le 15 juin 2012, WNKY, filiale de NBC/CBS à Bowling Green, créé une publicité pour un magasin de sport, avec des tons EAS dans l'annonce. Le 5 novembre 2013, le propriétaire de la station, Max Media, a été condamné à une amende de 39 000 $ (figurant dans la déclaration de la FCC comme une « contribution volontaire au Trésor américain ») par la FCC en raison de l'annonce, en plus de l'amende, la FCC va également lancer une campagne locale au sujet de l'EAS à travers leurs programmes et le site Web de la station. En outre, de la même manière, la FCC a proposé 25 000 $ d'amende contre le réseau câblé TBS et sa société mère Time Warner pour une utilisation inappropriée des tons EAS dans un spot promotionnel 2012 pour leur talk-show Conan, l'utilisation des tonalités faisait partie d'une promotion impliquant l'invité Jack Black,.
Les sons de l'EAS ont été utilisés dans la bande-annonce du film 2013 La Chute de la Maison-Blanche; le 3 mars 2014, la Federal Communications Commission (FCC) a infligé une amende de 1,9 million de dollars aux câblodistributeurs pour mauvaise utilisation des tonalités EAS Un événement similaire à celui-ci s'est produit en novembre 2013, lorsque TBS a reçu une amende de 25 000 $ pour l'utilisation susmentionnée des tonalités EAS dans une publicité Conan.
Le 24 octobre 2014, les téléspectateurs de certaines stations à Atlanta, Detroit et Austin ont signalé avoir vu des messages et des notifications EAS L'alerte d'urgence a été lancée à la station de radio WSIX-FM de Nashville, au Tennessee, où l'animateur Bobby Bones a rejoué le test EAS 2011 dans le cadre d'une enquête sur le test EAS de WZTV, filiale de Nashville, interrompant localement le Jeu 2 des World Series 2014 le 22 octobre. Le test errant a été relayé sur certaines chaînes de télévision et chaînes câblées du pays. Le 19 mai 2015, iHeartMedia a reçu une amende de 1 million de dollars pour cet incident et a reçu l'ordre de mettre en œuvre un plan de conformité de trois ans et de supprimer tous les sons EAS ou sons similaires de ses bibliothèques de production audio afin d'éviter d'autres incidents.
Du 4 au 6 août 2016, WTLV, filiale de NBC détenue par Tegna, Inc. à Jacksonville, en Floride, a diffusé une publicité à plusieurs reprises pendant les heures de grande écoute des NBC lors des Jeux olympiques d'été de 2016 à Jacksonville. incluant des tonalités EAS et une voix-off notant «ceci n'est pas un test, il s'agit d'une transmission radio d'urgence... cherchez un abri immédiatement», avec le texte à l'écran «la tempête arrive»,.

### Piratage
Le 11 février 2013, des pirates informatiques ont fait irruption dans les réseaux EAS de Great Falls, Montana et de Marquette, dans le Michigan, pour diffuser une alerte d'urgence indiquant que des zombies se trouvaient dans plusieurs comtés du Montana et de la péninsule supérieure du Michigan. Les systèmes des stations KRTV à Great Falls, WBUP et WNMU-TV à Marquette se sont automatiquement déclenchés pour diffuser les fausses alertes,. Il a été déterminé qu'un certain nombre de stations installaient des équipements de station sans pare-feu ou protection de sécurité, et ont également négligé de modifier les identifiants ou les mots de passe par défaut, en choisissant plutôt d'utiliser les préréglages d'usine. Pour cette raison, la FCC, la FEMA, les fabricants d’équipements, ainsi que les groupes commerciaux, y compris la Michigan Association of Broadcasters, ont exhorté les radiodiffuseurs à changer leur mot de passe et à vérifier de nouveau leurs mesures de sécurité. Deux jours plus tard, WIZM-FM à La Crosse, dans le Wisconsin, a déclenché par inadvertance le système EAS sur WKBT-DT en diffusant un enregistrement de la fausse alerte lors de son émission du matin.
Le 28 septembre 2016, la filiale de NBC, WKTV à Utica (New York), a diffusé par erreur une "alerte matières dangereuses". L'alerte comprenait une ligne tirée du livre du Dr. Seuss Green Eggs and Ham, "Pourriez-vous? Voudriez-vous? Dans un train?". La chaîne de télévision a annoncé sur les réseaux sociaux que l’avertissement était censé être un "test automatisé qui n’était pas destiné à la diffusion publique". WKTV a retracé le problème jusqu'à la FEMA, qui a envoyé l'alerte avec le code national. L'inclusion du code national a amené l'équipement EAS de la station à relayer automatiquement l'alerte. Il a été découvert par la suite que la FEMA n'avait pas généré l'alerte, ce qui signifie que l'équipement EAS de WKTV avait été piraté. Aucun coupable n'a été trouvé dans l'affaire.
Le 28 février 2017, WZZY à Winchester, Indiana, a également été piraté, lorsque des hackers ont accédé à l'équipement EAS de la station et joué le même son "zombies et cadavres" que celui des incidents du 11 février 2013. L'incident a provoqué une réponse publique du département du shérif du comté de Randolph précisant que le "matériel d'alerte avait été piraté" et qu'il n'y avait pas d'urgence réelle,.

### Les erreurs de test
Le 19 octobre 2008, KWVE-FM à San Clemente, en Californie, devait effectuer un test hebdomadaire obligatoire. Cependant, la station a effectué un test mensuel par erreur, faisant en sorte que toutes les stations et tous les systèmes de câblodistribution situés dans la zone immédiate transmettent le test. En outre, l’exploitant a interrompu le test à mi-parcours, ce qui a empêché la station de diffuser la séquence SAME EOM pour mettre fin à l’essai. Le 15 septembre 2009, la Federal Communications Commission a imposé une amende de 5 000 dollars à son titulaire de licence, Calvary Chapel Costa Mesa, pour test raté du système EAS. Après que l'amende ait été imposée, diverses associations de radiodiffusion d'État aux États-Unis ont envoyé des lettres conjointes à la FCC pour protester contre l'amende, affirmant que la FCC aurait pu mieux gérer l'affaire. Le 13 novembre 2009, la FCC a annulé son amende à l'encontre de KWVE-FM.
Fin septembre 2017, un problème technique survenu lors d'un autre test planifié par KWVE a exclu la tonalité de fin de message, obligeant les participants régionaux (en particulier les systèmes Charter et Cox Cable dans le comté d'Orange) à relâcher accidentellement certaines parties d'Insight for Living, émission de radio diffusée par la station initiale. Dans l'audio relayé, Chuck Swindoll a été entendu en citant la Bible, déclarant que "des temps extrêmement violents viendront", ce qui a conduit les spectateurs à spéculer initialement qu'il s'agissait d'un piratage,,.

### Fausse alerte
Le 1er février 2005, l’EAS a été utilisée par erreur pour émettre un «ordre d’évacuation immédiate pour tout le Connecticut», qui ne contenait aucune information précise sur la raison pour laquelle il avait été délivré. Le message a été diffusé en raison d'une erreur de l'opérateur lors d'un test non annoncé, mais planifié à l'échelle de l'État. Une étude menée à la suite de l’incident a révélé qu’au moins 11% des résidents avaient effectivement vu l’avertissement en direct et que 63% des personnes interrogées étaient «un peu ou pas du tout préoccupés». Seulement 1% des personnes interrogées ont effectivement tenté de quitter l'État. La police d'État du Connecticut n'a reçu aucun appel lié à l'incident,,.
Le 26 juin 2007 à 7h35 du matin, une notification d’urgence a été émise accidentellement dans l’état de l’Illinois. Un nouveau récepteur satellite pour l'EAS était en cours d'installation au centre opérationnel de l'État, mais un entrepreneur a laissé le récepteur branché et l'a câblé de manière incorrecte sur le système de l'État avant que le test interne final du nouveau trajet de livraison ne soit terminé. L’alerte a été diffusé simultanément sur presque toutes les stations de télévision et de radio de la région de Chicago et dans la majeure partie de l’Illinois. Spike O'Dell, animateur de l'émission matinale de la station à l'époque, a été entendu à l'antenne, se demandant "qu'est-ce que c'était que ce bip",.
Le 20 mai 2010, les radios de surveillance NOAA, près du dépôt de produits chimiques d'Umatilla, en Oregon, ont été activées avec une alerte EAS peu après 17h. Le message transmis concernait un avertissement d'orage violent, émis par le service météorologique national à Pendleton, mais l'émission était plutôt une longue période de silence, suivie de quelques mots en espagnol. L'Umatilla County Emergency Management a souligné qu'il n'y avait pas d'urgence au dépôt.
Le 3 septembre 2016, les téléspectateurs du comté de Suffolk, à New York, ont vu une notification appelant par erreur à une évacuation de tout le comté. Le message était destiné à annoncer un ordre d'évacuation volontaire pour Fire Island, menacée par la tempête tropicale Hermine. Au lieu de cela, le message suivant est apparu sur les écrans de télévision à 19h40, «les autorités civiles ont publié un avis d’évacuation immédiate pour les comtés de New York suivants: Suffolk. En vigueur jusqu'au 4 septembre 2007 à 10h10 HAE. Ceci est un message d'urgence de. ”, le message fut interrompu avant la fin. Selon Newsday, une porte-parole de la FEMA a déclaré que ses responsables enquêtaient sur les raisons pour lesquelles le message, envoyé par les services d'incendie, de secours et d'urgence du comté de Suffolk, avait été raccourci. Environ 10 à 15 minutes après le premier message, l'avertissement initial réapparut avec le nouveau message - «Message MISE À JOUR - Évacuation volontaire de Fire Island UNIQUEMENT à 13 heures samedi 9/4/16». Greg Miniutti, chef de la communication pour FRES, a déclaré que le superviseur de l’envoi avait correctement saisit le message via le système Code Red du comté. La porte-parole de la FEMA, Lauren Lefebvre, a déclaré que le message original apparaissant à la télévision était généré automatiquement par le système informatique. L’agence enquête sur la raison pour laquelle le reste du message du comté n’a pas été diffusé. L'erreur a généré une vague d'appels 911.

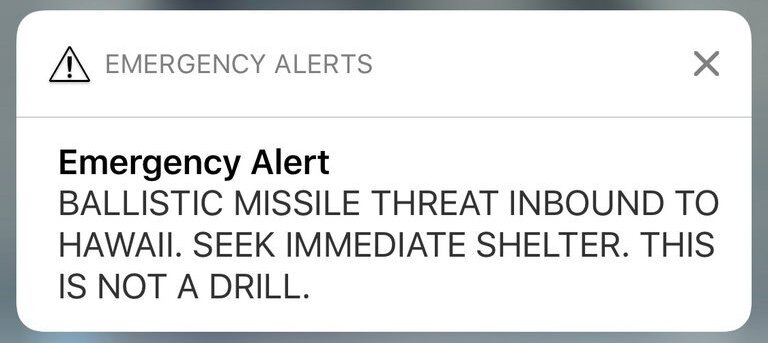
Une capture d'écran d'une notification d'urgence apparue sur un iPhone.

Le 15 août 2017, vers 12 h 25, heure locale, les stations de Guam KTWG et KSTO ont transmis une alerte pour l'île; Guam Homeland Security a décrit le message, qui a interrompu la programmation des stations et qui a été reçu à la télévision par certains téléspectateurs, comme étant un "test non autorisé" du service régional. L'impact de l'incident a été renforcé, la Corée du Nord ayant menacé de lancer des missiles balistiques vers Guam quelques jours auparavant. De nombreux appels aux opérateurs du 911 et au Department of Homeland Security ont été effectués à la suite des émissions.
Le 13 janvier 2018 vers 8h07 heure locale, l'agence de la FEMA de Hawaï (HI-EMA) a émis par erreur un avertissement d'urgence concernant un missile balistique entrant dans la région. 38 minutes plus tard, HI-EMA et le service de police d'Honolulu ont annoncé que l'alerte du service régional était une fausse alerte. Vern Miyagi, administrateur HI-EMA, a déclaré que l'incident était une "erreur commise lors d'une procédure standard lors du changement de quart".

## Dans la culture populaire
L'EAS est devenu un appareil populaire en matière de divertissement en raison de sa nature d'utilisation dans les situations d'urgence.
- Dans la version cinématographique 2005 de La Guerre des mondes, on peut entendre la version test de l’alerte EAS sur la radio lors d’une scène où les personnages principaux traversent la campagne et fuient une invasion extraterrestre de la Terre. La mise en garde lors de l'urgence du film pourrait être considérée comme une référence humoristique à l'émission radiophonique «Guerre des mondes» d'Orson Welles en 1938, dans laquelle une véritable panique résultait de reportages fictifs sur une invasion martienne supposée.
- Black Mesa, le remake modernisé de Half-Life, a produit un message EAS fictif qui rapporte l’incident initial du jeu. En jeu, il est joué une fois sur une radio dans un couloir. Le fichier audio est également disponible pour être écouté en dehors du jeu[66].
- Dans le jeu FPS Call of Duty: Modern Warfare 2, un dessin de barre de couleur affiche une alerte fictive pour le comté de Prince George, à environ 16 milles de Washington, DC.
- Dans une scène post-générique du film de super-héros 2018 Ant-Man et la guêpe, les ondes sinusoïdales EAS peuvent être entendues sur un téléviseur affichant une alerte d'urgence.
- Dans le jeu FPS Call of Duty: Advance Warfare, lors d'une cinématique avant le prochain niveau, une tonalité EAS peut être entendue pendant quelques secondes
- Pendant un trailer du jeu FPS Call of Duty: Black Ops 4, les tonalités EAS peuvent être entendus.
- Sur YouTube, différentes chaînes proposent des scénarios fictifs (guerre nucléaire, épidémie, invasion extra-terrestre...) comportant l'EAS.
- Dans Le jeu Poppy Playtime Chapitre 3 une cassette montre une alerte EAS Disant que le 8 aout 1995 à 11h01 une présence hostile serait dans l'usine[67].